# Anne Emmanuel van Croÿ
Anne Emmanuel Ferdinand François de Croÿ (Parijs, 10 september of 10 november 1743 -  Le Rœulx, 15 december 1803), 8e hertog van Croÿ, prins van Solre en van het Heilige Roomse Rijk (rijksvorst), was een Frans militair en politicus.  
Hij was de zoon van de Franse maarschalk Emanuel van Croÿ. In 1784 kreeg hij de graad van maréchal de camp in het Franse leger; in 1786 werd hij ridder in de Franse Orde van de Heilige Geest. 
Hij werd op 19 april 1789 afgevaardigde voor de adel in de Franse Staten-Generaal.  Op 1 december van hetzelfde jaar al nam hij ontslag uit deze functie. Hij week in 1792 omwille van de Franse Revolutie uit naar Duitsland.  Daar verkreeg hij in 1803 het nieuwe graafschap Dülmen, dat bij zijn dood overging naar zijn oudste zoon August van Croÿ.
Hij keerde tijdens het Consulaat terug naar Frankrijk en overleed in het familiekasteel van Le Rœulx in het huidige België.

## Huwelijk en kinderen
In 1764 trouwde Anne Emmanuel met de prinses Friederike zu Salm-Kyrburg. Het echtpaar had volgende kinderen: 
- August van Croÿ (1765-1822), 9de hertog van Croÿ, graaf van Dülmen
- Emanuel (1768-1842), prins van Croÿ-Solre, in 1788 gehuwd met de erfgename van de familietak Croÿ-Havré
- Gustaaf (1773-1844), prins van Croÿ-Solre, prelaat en kardinaal.